# Аликс, Антонио Гарсиа
Антонио Гарсиа Аликс (исп. Antonio García Alix; 28 августа 1852, Мурсия, Испания — 29 ноября 1911, Мадрид, Испания) — испанский адвокат и государственный деятель, председатель Банка Испании (1902—1903 и 1908—1909).

## Биография
В 1874 г. получил высшее юридическое образование, в 1877 г. поступил на службу в Военно-правовой корпус, в котором состоял до начала своей политической карьеры как представителя Либерально-консервативной партии.
В 1886 г. он был избран депутатом кортесов, оставался в составе парламента до конца жизни.
После образования министерства народного просвещения и изобразительных искусств с 1900 по 1901 г. находился во главе ведомства.
- 1902—1903 гг. — председатель Банка Испании,
- июль-декабрь 1903 г. — министр внутренних дел,
- январь-июнь 1905 г. — министр финансов,
- 1908—1909 гг. — председатель Банка Испании.

В 1902 г. был избран действительным членом Королевской академии изящных искусств Сан-Фернандо.
Похоронен на кладбище Сан-Хусто. В его честь названа улица в Мурсии.